# Jean-Jacques Bougouhi
Jean-Jacques Bougouhi (né le 12 juin 1992 à Bingerville en Côte d'Ivoire) est un joueur de football ivoirien qui évolue au poste d'attaquant.

## Biographie
Avec le club arménien du Shirak FC, il joue cinq matchs en Ligue Europa, inscrivant trois buts.

## Palmarès
| ASEC Mimosas - Championnat de Côte d'Ivoire (2) : - Champion : 2009 et 2010. - Vice-champion : 2008. - Coupe de Côte d'Ivoire (2) : - Vainqueur : 2008 et 2011. - Finaliste : 2009. |  | SO Armée - Coupe de la Ligue de Côte d'Ivoire (1) : - Vainqueur : 2013-14. |  | Shirak - Championnat d'Arménie : - Meilleur buteur : 2014-15 (21 buts). |

| Oural Iekaterinbourg - Coupe de Russie : - Finaliste : 2017. |  | HJK - Championnat de Finlande (1) : - Champion : 2017. - Coupe de Finlande (1) : - Vainqueur : 2017. |